# Rackeby kyrka
Rackeby kyrka är en kyrkobyggnad som sedan 2002 tillhör Sunnersbergs församling (tidigare Rackeby församling) i Skara stift. Den ligger på halvön Kålland i Lidköpings kommun.

## Kyrkobyggnaden
Den ursprungliga romanska kyrkan byggdes under 1100-talet av huggen sandsten och av den återstår det rektangulära långhuset. Byggnaden bestod då även av ett mindre kor och absid, samt invändigt platt tak. Flera av absidens krökta sockelstenar ligger kvar på kyrkogården. Sydportalen ligger i sitt ursprungliga läge. Högaltaret av kvaderhuggen sandsten med relikgömma är sannolikt från byggnadstiden.
Tornet i väster byggdes av gråsten på senmedeltiden och rider på långhuset tegelgavel. Den smäckra spiran tillkom först på 1700-talet. År 1699 restaurerades kyrkan, varvid koret raserades och långhuset utvidgades till nuvarande längd. Det finns ännu spår av de raserade medeltidsvalven på innerväggarna. Fönstren förstorades och det välvda taket ersattes med ett platt trätak vid samma tillfälle. Sakristian byggdes 1683 och var ursprungligen gravkor åt släkten Bonde. 
Innertaket målades 1733 av bygdemålaren Petter Wernberg, men därav finns nu bara delar av ett läktarbröst kvar. År 1913 genomfördes ytterligare en restaurering, då både vapenhus och gravkor raserades då den befintliga sakristian byggdes till. Större delen av inredningen tillkom vid detta tillfälle. År 1972-1973 företogs en yttre renovering, då man bland annat upptäckte en hörnkedja längs tornets ytterkanter.

## Inventarier
- Altaret i sandsten och kalksten är bevarat från den ursprungliga romanska kyrkan.
- Altaruppsats i barock donerad till kyrkan 1706 av familjen Bonde.
- Även predikstolen från 1686 är i barockstil.

### Klockor
- Storklockan var gjuten 1449, men göts om 1687. Den hade tidigare en inskrift som kan tolkas: År 1449 efter Guds börd [Kristi födelse].
- Lillklockan är av en 1200-talstyp utan inskrifter.[3]

### Orgel
Orgeln med placering på läktaren i väster tillverkades 1990 av Smedmans Orgelbyggeri. Den ljudande fasaden härstammar från 1913 års orgel, som var byggd av samma firma, liksom visst pipmaterial. Instrumentet har tretton stämmor fördelade på två manualer och pedal.

## Kyrkogården med runsten
På kyrkogården finns en runsten (Vg 37) tidigare inmurad i kyrkan, flera fragment av liljestenar och ett murat sockenmagasin. Här finns också Edward Nonnens familjegrav. Han var ledande reformator av det svenska lantbruket under 1800-talet, och startade Sveriges första lantbruksinstitut på Degeberg säteri i Rackeby socken. 

## Bilder

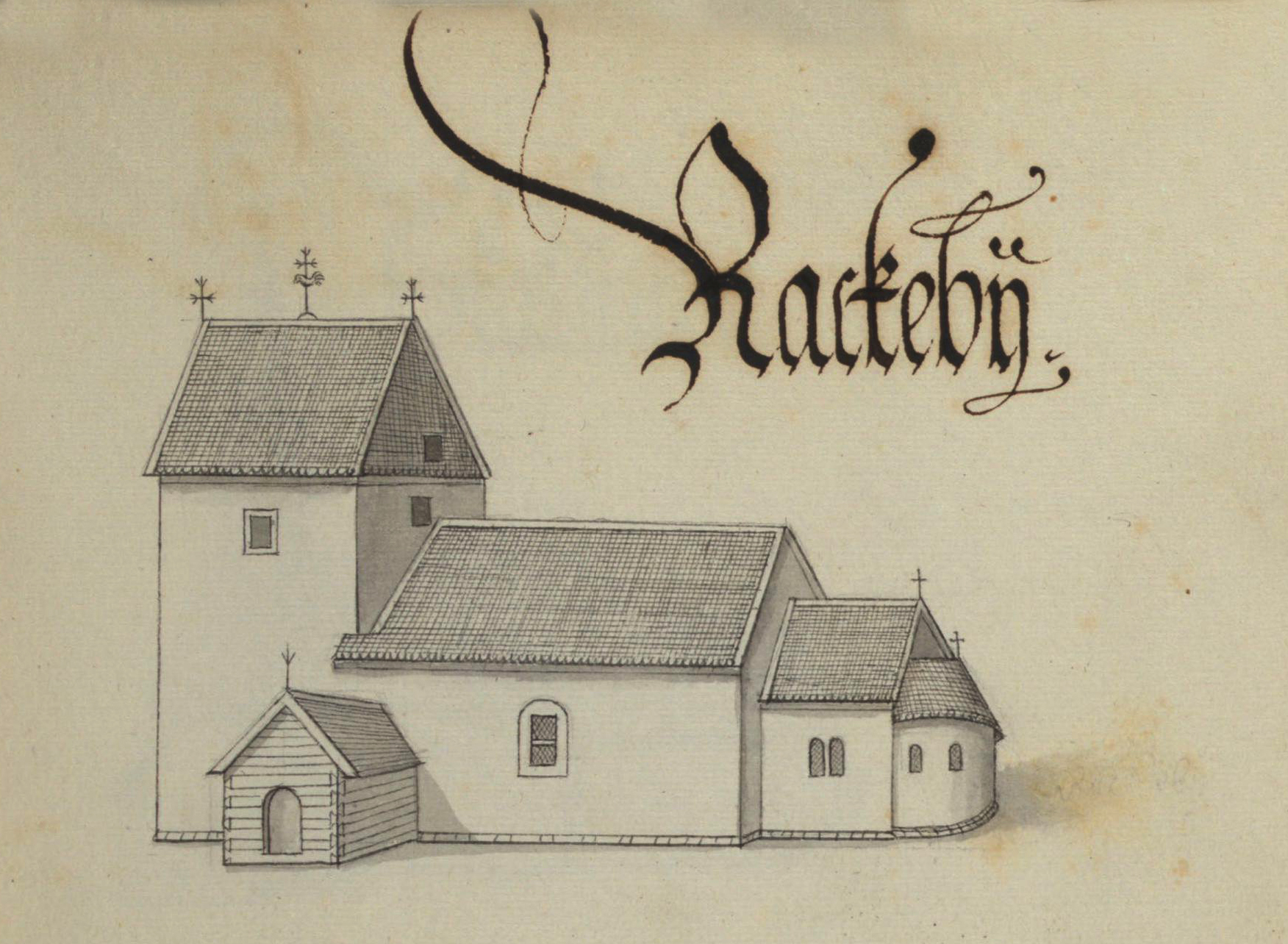
Kyrkan på teckning omkring 1670, då den hade ett timrat vapenhus i söder.
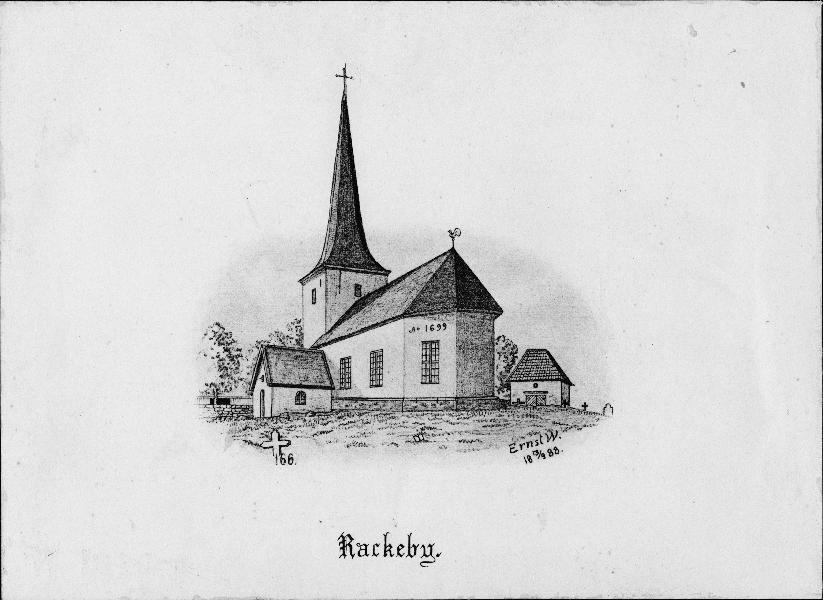
Kyrkan på teckning från 1888.
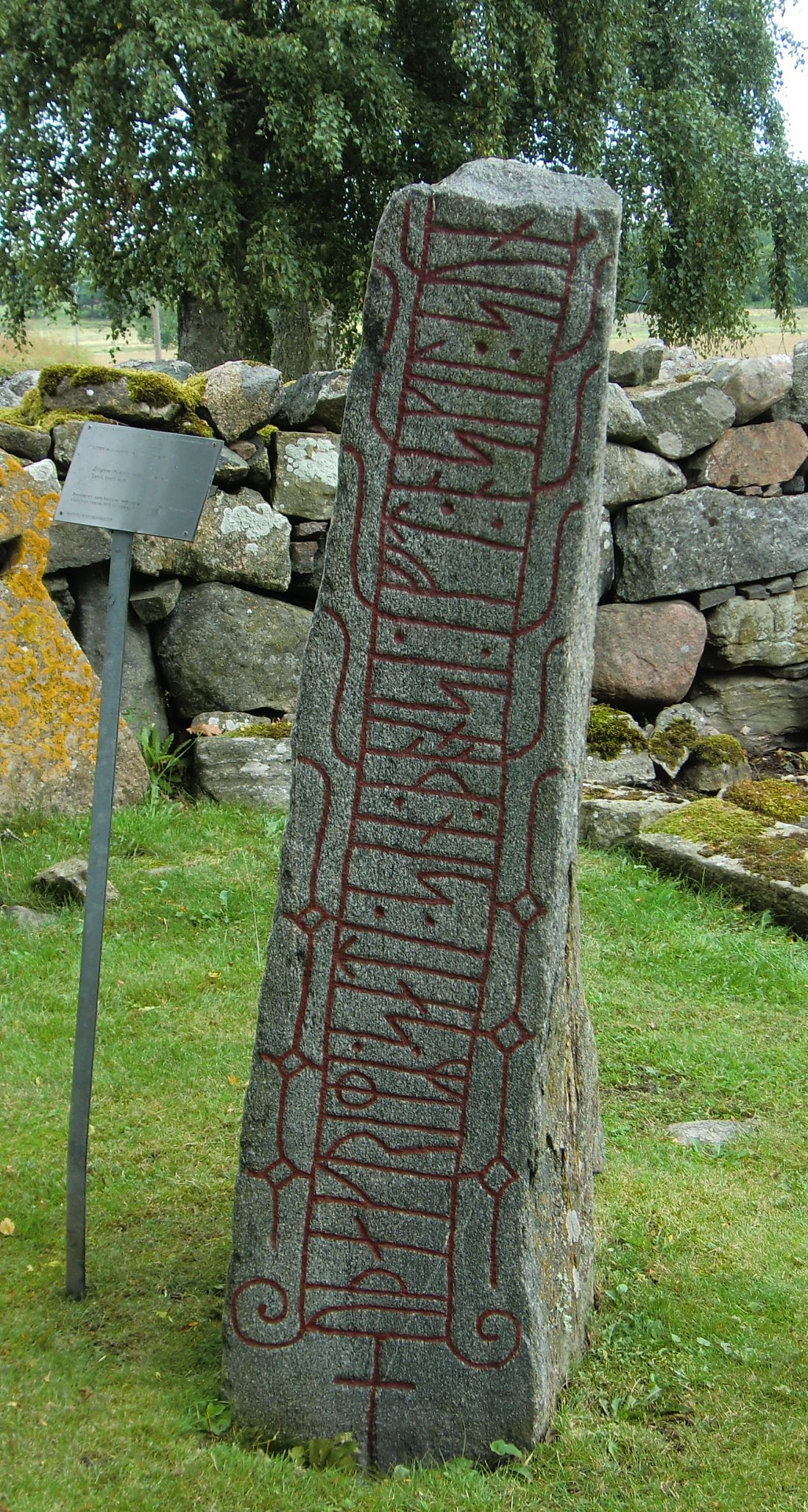
Runsten (Vg 37) på Rackeby kyrkogård
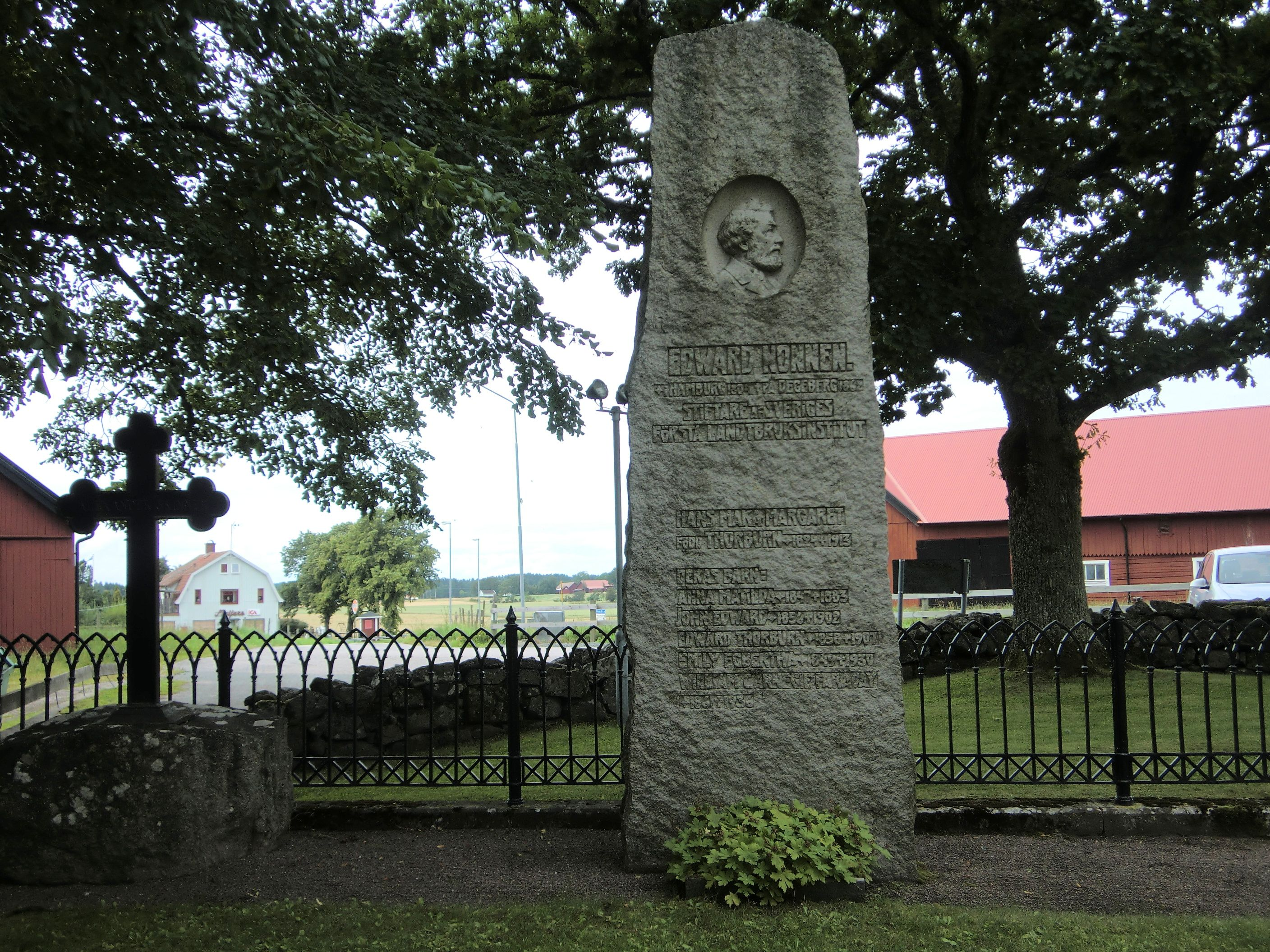
Edward Nonnens familjegrav, en av upphovsmännen till Sveriges moderna jordbruk
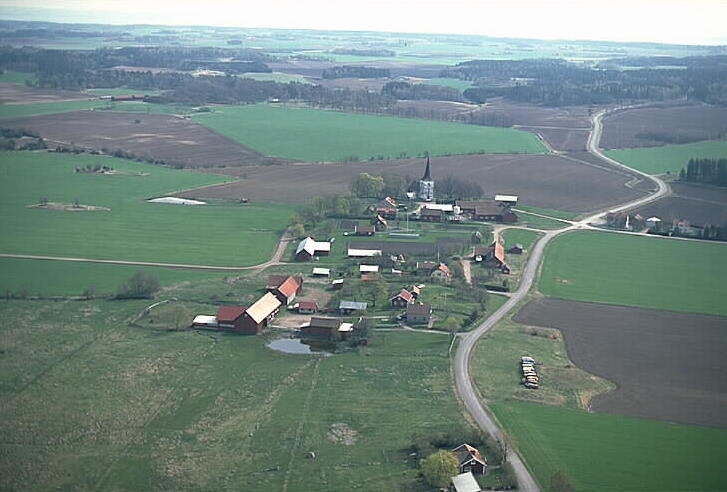
Kyrkan i landskapet 1990.